# Berlin, été 42
Pour plus de détails, voir Fiche technique et Distribution.
Berlin, été 42 (In Liebe, Eure Hilde) est un film biographique allemand réalisé par Andreas Dresen et sorti en 2024.
Ce film est fondé sur la courte vie de Hilde Coppi (1909-1943), membre, ainsi que son mari Hans Coppi, du groupe de résistance antinazie de l'Orchestre rouge, d'orientation communiste. 
Le film met en vedette Liv Lisa Fries et Johannes Hegemann (de) dans les rôles principaux. Il fait partie des films sélectionnés pour la Berlinale 2024.

## Synopsis
Au début de 1942, à Berlin, Hilde, assistante médicale, rejoint un groupe d'opposants communistes (liés au réseau de l'« Orchestre rouge » fondé par Leopold Trepper), groupe dont les leaders sont les époux Schulze-Boysen, Harro et Libertas (Libs). Elle y rencontre Hans Coppi, qu'elle épouse par la suite et dont elle tombe enceinte. Ils passent ensemble un bel été, notamment au bord d'un lac de la banlieue de Berlin, malgré le danger de leurs activités (collage de tracts antinazis, messages radio vers l'URSS, écoute de Radio Moscou, notamment des messages diffusés en allemand par des prisonniers de guerre). 
Le groupe est démantelé par la Gestapo à la fin de l'année. Hilde est emprisonnée alors qu'elle est enceinte. Elle donne naissance à un fils, qu'elle prénomme Hans, comme son père, dans la prison pour femmes de la Barnimstrasse (de). 
Quelques semaines plus tard, elle est condamnée à mort pour haute trahison, comme tous les membres du groupe. Au cours de ses derniers mois, la maternité - elle conserve la garde de son fils jusqu'à la veille de son exécution, le 5 août 1943 - lui donne la force d’affronter son destin. Le matin du 5 août, le pasteur de la prison écrit sous sa dictée une lettre adressée à sa mère et à son fils, lettre qui finit par la formule In Liebe, Eure Hilde, titre du film en allemand, qui signifie « Avec amour, votre Hilde ».
Le film s'achève par une déclaration de ce fils, maintenant âgé de 80 ans, qui a été élevé par la mère de Hilde. Il indique avoir consulté les archives soviétiques à Moscou : de tous les messages expédiés par le groupe, un seul a été réceptionné, dépourvu de toute dimension militaire ou politique.

## Fiche technique
- Titre original : In Liebe, Eure Hilde
- Titre français : Berlin, été 42
- Titre anglais : From Hilde, with Love
- Réalisation : Andreas Dresen
- Scénario : Laila Stieler
- Photographie : Judith Kaufmann
- Montage : Jörg Hauschild (de)
- Costumes : Birgitt Kilian
- Direction artistique : Susanne Hopf
- Production : Claudia Steffen (de), Regina Ziegler, Christoph Friedel (de)
- Sociétés de production :
- Pays de production :  Allemagne
- Langue originale : allemand
- Format : couleur
- Genre : biographie
- Durée : 124 minutes
- Dates de sortie :
  - Allemagne : février 2024 (Berlinale)
  - France : 12 mars 2025[3]

## Distribution
- Liv Lisa Fries : Hilde Coppi
- Johannes Hegemann (de) : Hans Coppi
- Nico Ehrenteit (de) : Harro Schulze-Boysen

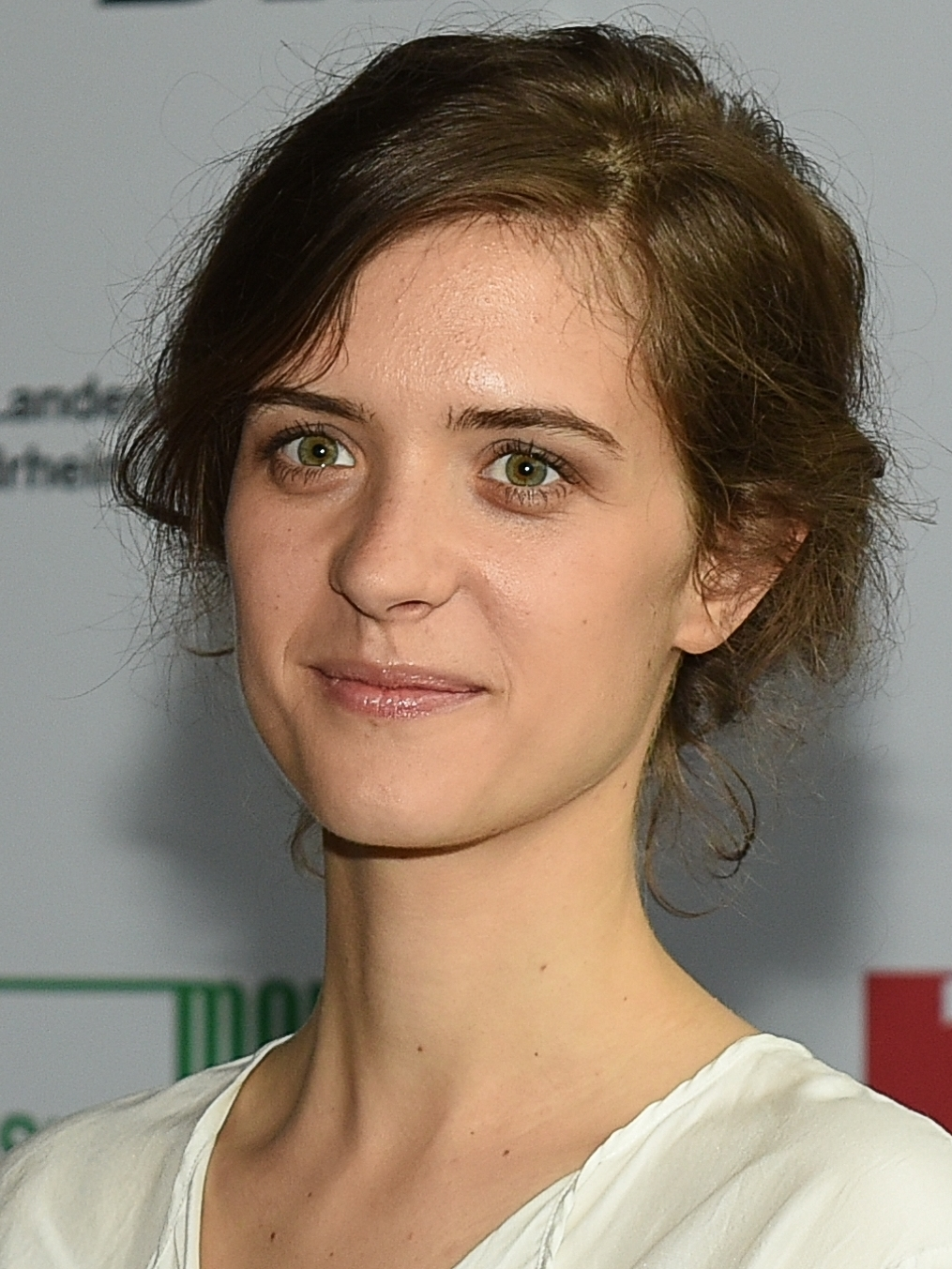
Liv Lisa Fries en 2018.

- Sina Martens (de) : Libertas Schulze-Boysen
- Gabriela Maria Schmeide
- Emma Bading (de) : Ina Lautenschläger
- Lisa Hrdina (de) : Grete Jäger
- Lena Urzendowsky : Liane Berkowitz
- Florian Lukas : médecin de prison[4]
- Hans-Christian Hegewald (de) : Albert Hößler (de)
- Heike Hanold-Lynch (de) : Frieda Coppi
- Tilla Kratochwil (de) : la mère de Hilde
- Lisa Wagner (de) : Annelise Kühn
- Alexander Scheer : Pasteur Harald Poelchau
- Hans Coppi Jr. (en) : intervention vocale conclusive, « dernier mot » (Schlußwort)

## Production

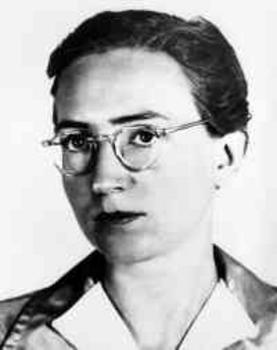
Hilde Coppi en 1940.

En mai 2022, Liv Lisa Fries est choisie pour jouer le rôle principal de Hilde Coppi. Laila Stieler a écrit le scénario pour les producteurs Claudia Steffen et Christoph Friedel de Pandora Film Produktion avec Leuchtstoff de Cooky Ziesche (initiative de RBB et de Medienboard Berlin), Ziegler Film GmbH & Co. KG de Regina Ziegler et Iskremas Filmproduktion GmbH de Dresen et Andreas Leusink.
Le tournage principal a commencé le 22 août 2022 à Berlin, Potsdam, Groß Köris, Ketzin-Schmergow et Krahnepuhl. Le tournage s'est terminé le 6 octobre 2022 avec des lieux de tournage dans les régions de Berlin et de  Brandebourg.

## Sortie
From Hilde, With Love fera sa première mondiale en février 2024, dans le cadre du 74e Festival international du film de Berlin, en compétition,.
Beta Cinema GmbH détient les droits internationaux du film.
Il sort en salles le 17 octobre 2024 en Allemagne.

## Distinctions
Ce film a été sélectionné dans deux festivals :
- Berlinale 2024 : sélection officielle, en compétition
- Ramdam Festival 2025 : en compétition[10]